# Poprava smrtící injekcí
Poprava smrtící injekcí je aktuálně[kdy?] převažující způsob popravy používaný ve většině amerických států. Prvním státem, který ji zavedl, byla v roce 1977 Oklahoma a prvním popraveným se stal Charles Brooks v Texasu v roce 1982. Tato metoda byla zavedena jako údajně humánnější způsob popravy, než do té doby používané způsoby, jako například elektrické křeslo, oběšení nebo zastřelení. Nicméně se ukazuje, že tato metoda není tak bezbolestná a hladká, jak se předpokládalo. Po řadě zpackaných poprav, během kterých se odsouzení dlouhé desítky minut, někdy až dokonce hodiny, zmítali v bolestech, některé státy dočasně pozastavily popravy i touto metodou.

## Postup používaný v USA

### Třísložková injekce
Při popravách pomocí třísložkové injekce je odsouzenci vstříknut thiopental sodný, po němž během 10 až 15 sekund usíná. Následuje pankuronium-bromid, který zcela ochromuje svaly a zastavuje dýchání. Další je chlorid draselný, který zastavuje činnost srdce. Lékař se popravy neúčastní, jen ověřuje, zda je vězeň mrtev.
Některé státy (Alabama, Arizona, Delaware, Florida, Georgie, Mississippi, Montana, Washington, Oklahoma, Texas) zavedly používání fenobarbitalu ve třísložkových injekcích.

### Jednosložková injekce
V minulosti docházelo často k tomu, že smrt nastala až po několika desítkách minut nebo dokonce po hodině. Na vině byl často špatný zdravotní stav odsouzence, jako tomu bylo v případě např. Angela Diaze. Někdy to však způsobila chyba technika, který injekci nezavedl do žíly, ale přímo do svalu, což potom odsouzenci způsobilo silné utrpení. 15. září 2009 měla v americkém Ohiu proběhnout poprava usvědčeného vraha Rommela Brooma, poprava však nebyla vykonána, protože popravčímu týmu se nepodařilo najít vhodnou žílu. Po této události se v některých státech (např. Ohio, Washington) začala používat tzv. jednosložková injekce, která obsahuje pouze jednu látku, a to Thiopental sodný nebo Phenobarbital, která odsouzence uspí a on potom zemře.
K nejznámějším odsouzeným k popravě smrtící injekcí patří Rodney Alcala, Aileen Wuornos, Henry Lee Lucas či John Wayne Gacy. U Gacyho se stal kuriózní případ: personál musel vyměnit injekci, která praskla, a Gacy se pokusil o útěk. Celá poprava tak trvala 18 minut, přičemž obvykle trvá něco kolem 4,5 minut.

## Průběh popravy
Odsouzenec je připoután ke stolu. Dvě jehly (jedna záložní) jsou vpíchnuty do žil, obvykle na paži. Jehly s roztoky spojují dlouhé hadice, roztoky jsou umístěny ve zdi vedle stolu. Na signál dozorce je zvednuta záclona v přilehlé místnosti, ve které se nacházejí svědci. Potom je odsouzenci do žíly vpravena smrtící směs.
- Eutanazie